# 1986年太平洋颱風季
| 太平洋颱風季             |
| 主題頁 - 專題 - 編輯指南 |

1986年太平洋颱風季泛指在1986年全年內的任何時間，於赤道以北及國際換日線以西的太平洋水域，以及南中國海所產生的熱帶氣旋。雖然有關方面並沒有設下本颱風季的指定期限，但大部份於西北太平洋的熱帶氣旋通常都會於五月至十二月期間形成。
本條目的範圍僅侷限於赤道以北及國際換日線以西的太平洋及南海的水域。於赤道以北及國際換日線以東的太平洋水域產生的風暴則被稱為颶風，並被列入1986年太平洋颶風季。在西太平洋產生的熱帶風暴是由聯合颱風警報中心命名，國際編號為86xx，而美國聯合颱風警報中心亦會把在該地區的熱帶低氣壓的編號以W字母作結。
凡進入或產生於菲律賓風暴責任範圍以內的熱帶低氣壓，菲律賓大氣地理天文部門（英語：PAGASA）都會為它們訂立一個菲律賓名稱，作當地警報用途；此外，由於中港澳採用同一翻譯名，而台灣之翻譯名字可能有所不同，因此同一個風暴可能會有2個不同的中文名字，及有時候會有兩個不同的英文名稱（國際名字及菲律賓名字）。
以下各熱帶氣旋資訊以熱帶氣旋存在期間的最強形態為準。

## 已被國際命名的熱帶氣旋

### 颱風茱迪 (Judy)
PAGASA: Akang

### 颱風肯恩 (Ken)
PAGASA: Bising

### 熱帶風暴麥克 (Mac)
PAGASA: Klaring

### 颱風南施 (Nancy)
PAGASA: Deling
於菲律賓呂宋島東方海面形成後向西北轉北行進，於6月24日2時左右，在台灣花蓮縣花蓮市南方附近登陸，由基隆市附近出海後，轉向北北東移動。

### 熱帶風暴歐文 (Owen)
PAGASA: Emang

### 颱風蓓姬 (Peggy)
PAGASA: Gading
天文台在7月9日晚上11時10分懸掛一號戒備信號，當時颱風蓓姬集結在香港之東南約750公里。随着蓓姬向西北方向移動，趨向華南沿岸，天文台在7月11日凌晨2時10分改掛三號強風信號，當時蓓姬集結在香港之東南偏東約330公里。香港風勢開始清勁，下午轉吹強風。雖然蓓姬登陸，但更接近香港；天文台在下午3時30分改掛八號西南烈風或暴風信號，當時蓓姬集結在香港之東北偏東約130公里，即將橫過華南沿岸。下午後期，九龍天星碼頭錄得持續風速為每小時58公里，陣風則高達每小時85公里；長洲錄得每小時128公里的陣風。天文台於7月11日晚上6時至7時期間錄得最低瞬時海平面氣壓984.7百帕斯卡。蓓姬在晚上9時左右最接近香港，在香港之東北約90公里掠過。随着蓓姬進一步移入內陸、遠離香港及減弱成一強烈熱帶風暴。天文台在7月12日凌晨2時15分改掛三號強風信號取代八號西南烈風或暴風信號，當時蓓姬集結於香港以北100公里外。早上後期，蓓姬南半圈發展出強雨帶，令香港有猛烈狂風及持續大驟雨。青洲及赤柱分別錄得每小時164及118公里的陣風，離岸及空曠地方吹達烈風至暴風程度的南至西南狂風。下午雨勢減弱，偏南風緩和。所有信號在晚上6時40分除下，當時蓓姬集結在香港之西北偏西約330公里。
7月9日至10日天晴酷熱；7月10日錄得最高氣溫34.8度，是四年來的最高紀錄。下午天氣酷熱過後，黃昏時引發雷暴。7月11日早上有驟雨；隨着颱風移近，下午驟雨變得較為頻密。但由於颱風的北半圈較為乾燥，所以雨勢不算特別大。當熱帶氣旋南半圈的強雨帶影響香港時，7月12日早上持續有狂風大驟雨。當日餘下時間繼續間中有大驟雨。7月13日仍然多雲有驟雨；7月14日天氣好轉，下午有陽光。7月15日持續天晴。

### 颱風羅傑 (Roger)
PAGASA: Heling

### 強烈熱帶風暴莎拉 (Sarah)
PAGASA: Iliang

### 颱風薇拉 (Vera)
PAGASA: Loleng
1986年8月28日，在中國被稱為“15号台风”的颱風維娜吹襲朝鮮半島，位於中國吉林省的長白山保護區亦受影響，其南坡和西坡受災，导致9924.5公顷原始森林大面积倒伏。

### 颱風韋恩 (Wayne)
PAGASA: Miding
韋恩活躍於南海北部及菲律賓海西部，生命期長達20天。在這期間，韋恩三度影響台灣，登陸台灣二次，中央氣象局一共發布多達42次的警報單（每六小時一報）；其路徑錯綜複雜，甚至可拆開看成3個圓圈和1個數字「8」；更奇特的是，韋恩甚至曾一度在熱帶洋面上減弱為熱帶性低氣壓，其後「死而復生」，再度發展成為颱風。綜合而言，韋恩是一個在各方面都相當與眾不同的熱帶氣旋，並創下台灣氣象史上首次在中台灣直接侵襲彰雲一帶的紀錄。

### 颱風艾貝 (Abby)
PAGASA: Norming
於關島西北西方海面形成後在琉球南方以西北西方向行進，於19日7時48分在台灣台東縣成功鎮登陸，由台中梧棲北方出海後，轉東北方向遠離。

### 熱帶風暴唐姆 (Dom)
PAGASA: Oyang

### 颱風愛倫 (Ellen)
PAGASA: Ruping
 英屬香港
當地懸掛最高風球信號： 三號強風信號
天文台在10月15日下午2時15分懸掛一號戒備信號，當時颱風愛倫集結在香港之東南約570公里。随着愛倫趨向華南沿岸，天文台在10月16日晚上11時10分改掛三號強風信號，當時愛倫集結在香港之東南偏南約370公里。翌日，香港普遍吹強風，離岸風力達烈風程度。天文台在10月17日下午4時左右錄得最低瞬時海平面氣壓1006.8百帕斯卡。在17日晚間，大老山及橫瀾島分別錄得的最高陣風每小時140及112公里；而在維港西岸的青洲於10月18日初時錄得每小時最高持續風速為81公里，最高陣風則為每小時131公里。愛倫亦於此時最接近香港，在香港西南偏南150公里左右掠過。随着香港逐漸受到由中國南下的東北季候風影響,愛倫逐漸減弱及採取更偏西的路徑移動。愛倫在10月19日早上減弱為一熱帶低氣壓，當時愛倫集結在香港西南偏西約370公里。天文台在早上9時15分改掛強烈季候風信號取代三號強風信號，代表與東北季候風相關的強風繼續影響香港。
10月15日至16日天氣都是大致天晴，唯16日下午短暫時間有驟雨；10月17日轉為多雲，黃昏開始更持續有雨；而在10月18日早上當愛倫在香港西南偏南150公里左右掠過時，雨勢更有時頗大。雨勢在10月19日早上減弱，下午天氣好轉，部分時間有陽光。

### 熱帶風暴喬冶亞 (Georgia)
PAGASA: Ruping

### 強烈熱帶風暴赫伯特 (Herbert)
PAGASA: Tering

### 強烈熱帶風暴艾黛 (Ida)
PAGASA: Uding

### 颱風喬伊 (Joe)
PAGASA: Weling

### 颱風甘茵 (Kim)
PAGASA: Yaning

### 颱風瑪芝 (Marge)
PAGASA: Aning

### 颱風諾里斯 (Norris)
PAGASA: Bidang

## 未被國際命名的熱帶氣旋
除了被聯合颱風警報中心命名的熱帶氣旋外，還有一些沒被命名的熱帶低氣壓和被日本氣象廳認為是熱帶風暴的熱帶氣旋。

## 熱帶氣旋名單
| - Andy（未用） - Brenda（未用） - Cecil（未用） - Dot（未用） - Ellis（未用） - Faye（未用） - Gordon（未用） - Hope（未用） - Irving（未用） - Judy 1W - Ken 2W - Lola 3W - Mac 4W - Nancy 5W - Owen 6W - Peggy 7W - Roger 8W - Sarah 9W - Tip 10W - Vera 11W - Wayne 12W | - Abby 13W - Ben 14W - Carmen 15W - Dom 16W - Ellen 17W - Forrest 18W - Georgia 19W - Herbert 20W - Ida 21W - Joe 22W - Kim 23W - Lex 24W - Marge 25W - Norris 26W - Orchid（未用） - Percy（未用） - Ruth（未用） - Sperry（未用） - Thelma（未用） - Vernon（未用） - Wynne（未用） | - Alex（未用） - Betty（未用） - Cary（未用） - Dinah（未用） - Ed（未用） - Freda（未用） - Gerald（未用） - Holly（未用） - Ian（未用） - June（未用） - Kelly（未用） - Lynn（未用） - Maury（未用） - Nina（未用） - Ogden（未用） - Phyllis（未用） - Roy（未用） - Susan（未用） - Thad（未用） - Vanessa（未用） - Warren（未用） | - Agnes（未用） - Bill（未用） - Clara（未用） - Doyle（未用） - Elsie（未用） - Fabian（未用） - Gay（未用） - Hal（未用） - Irma（未用） - Jeff（未用） - Kit（未用） - Lee（未用） - Mamie（未用） - Nelson（未用） - Odessa（未用） - Pat（未用） - Ruby（未用） - Skip（未用） - Tess（未用） - Val（未用） - Winona（未用） |

## 內部連結
- 1986年大西洋颶風季
- 1986年太平洋颶風季
- 1986年北印度洋氣旋季
- 1985－1986年西南印度洋熱帶氣旋季
- 1985－1986年澳洲地區熱帶氣旋季
- 1985－1986年南太平洋熱帶氣旋季
- 1986－1987年西南印度洋熱帶氣旋季
- 1986－1987年澳洲地區熱帶氣旋季
- 1986－1987年南太平洋熱帶氣旋季

## 外部連結
- 聯合颱風警報中心（页面存档备份，存于）
- 中央氣象台-颱風實時路徑顯示
- 中國中央氣象台
- 日本氣象廳熱帶氣旋資訊（页面存档备份，存于）
- 菲律賓大氣地理天文部門熱帶氣旋資訊
- 中央氣象局全球資訊網
- 香港天文台熱帶氣旋資訊（页面存档备份，存于）
- 澳門地球物理暨氣象局熱帶氣旋資訊（页面存档备份，存于）
- 熱帶氣旋衛星影像（页面存档备份，存于）
- 數位颱風—熱帶氣旋資料及圖片（页面存档备份，存于）